# رحلات مع تشارلي
رحلات مع تشارلي: بحثًا عن أميريكا: هي رواية من نوع أدب السفر كتبها المؤلف الأمريكي جون ستاينبيك. تصوّر الرواية رحلة عبر الولايات المتحدة الأميريكية عام 1960 قام بها ستاينبيك برفقة كلبه البودل المدعو تشارلي. كتب جون ستاينبيك أن الدافع وراء كتابه هذا هو رغبته برؤية بلده من منظور شخصي، باعتبار أنه يكسب المال من خلال الكتابة عن بلده. كتب جون ستاينبيك عن الكثير من الأسئلة التي راودته خلال رحلته، وكان السؤال الرئيس هو «كيف يبدو الأمريكيون حاليًا؟» على أي حال، لاحظ الكاتب امتلاكه الكثير من الشكوك والتخوفات حول «أميريكا الجديدة» التي صادفها أثناء رحلته.
يروي جون ستاينبيك عن ترحاله عبر الولايات المتحدة الأمريكية عبر سيارة خاصة تحوي معدات تخييم أطلق عليها اسم روثيناتي، تيمّنًا باسم الحصان في رواية دون كيخوتي. يبدأ جون ستاينبيك رحلاته من لونغ آيلاند في نيويورك، ويسير عبر الحدود الخارجية للولايات المتحدة، من ماين حتى إقليم الشمال الغربي الهادئ، وصولًا إلى موطنه الأصلي في ساليناس فالي ضمن ولاية كاليفورنيا، ثم يعبر تكساس وصولًا إلى الجنوب الأمريكي، ثم يعود إلى نيويورك. تغطي رحلة كهذه مسافة قدرها نحو 10 آلاف ميل.
وفقًا لتوم جون ستاينبيك، الشقيق الأكبر للكاتب، فالسبب الحقيقي وراء هذه الرحلة هو معرفة جون ستاينبيك بقرب انتهاء حياته، ورغبته برؤية بلده مرة أخيرة قبل أن يموت. قال ستاينبيك الأصغر إن سماح زوجة الأب لوالده بالذهاب في هذه الرحلة كان أمرًا مفاجئًا: فوضعه الصحي ومرض القلب يشيران إلى احتمال موته في أي لحظة. في النسخة التي رافقت الذكرى الخمسين لإطلاق الكتاب، احتوت المقدمة على عبارة تحذر المتابعين، مفادها التالي: «من الخطأ أخذ كتاب أدب الرحلات هذا بشكل حرفي، فستاينبيك كان روائيًا عن قلب وقالب».

## تحليل العنوان
يحمل العنوان شحنة دلالية متعددة المستويات. من حيث البنية، هو عنوان مركّب من عنصرين: الرحلة، والبحث. اللفظ الأول "رحلات" يحيل إلى عنصر التجوال والتغيير الجغرافي، والثاني "بحثًا عن أمريكا" يؤسس للسؤال الوجودي الذي يطرحه الكاتب: هل لا تزال أمريكا التي نكتب عنها هي نفسها التي نحيا فيها؟ وجود "تشارلي" في العنوان ليس اعتباطيًا، بل يُضفي على الرحلة طابعًا إنسانيًا وعاطفيًا. فرفقة الكلب ليست فقط للتسلية، بل تمثل حوارًا داخليًا بصوت خارجي، وسيلة وجودية للتفكير، مما يُحيل إلى فكرة الرحلة داخل الذات بقدر ما هي رحلة في الجغرافيا.

## الجوائز والإنجازات
رغم أن الرواية لم تحصد جوائز كبرى عند صدورها، إلا أن أهميتها تتجلى في كونها جاءت بعد فوز جون ستاينبيك بجائزة نوبل للأدب سنة 1962، حيث ذكر في خطاب الفوز أن “رحلات مع تشارلي” من بين الأعمال التي تجسّد جوهر رؤيته للإنسان الأمريكي وهمومه. أُدرجت الرواية ضمن مقررات أدب الرحلات في العديد من الجامعات الأمريكية، كما أُعيد نشرها ضمن مجموعات Picador وPenguin Classics نظراً لقيمتها التاريخية والأدبية. وفي الذكرى الـ50 لصدورها، أُعيد إصدار طبعة نقدية مزودة بمقدمة حديثة وتنبيهات منهجية تنبّه إلى التخييل في النص.

## موجز الرواية

### الجزء الأول
افتتح ستاينبيك كتابه بوصف حب السفر والتجوال الذي امتلكه طيلة حياته، والتحضيرات التي أعدها لإعادة اكتشاف بلده الذي شعر بفقدان الاتصال معه بعدما عاش في مدينة نيويورك وسافر إلى أوروبا 20 عام. كان ستاينبيك في الثامنة والخمسين من العمر في عام 1960، وكانت مسيرته المهنية على وشك الانتهاء، لكنه شعر عندما كتب عن أميريكا وشعبها أنه «يكتب عن شيء لم يعد على علمٍ به، وبدا له أن تلك جريمة بالنسبة للكاتب» (الصفحة السادسة). اشترى شاحنة بيك أب من طراز جي إم سي، وأطلق عليها اسم روثيناتي، وعدلها بإضافة معدات التخييم من أجل الرحلة. في اللحظة الأخيرة، قرر ستاينبيك اصطحاب تشارلي، كلب البودل الفرنسي الخاص بزوجته البالغ 10 أعوام، الذي خاض الكاتب معه الكثير من المحادثات الفكرية بصفته وسيلة لاستكشاف أفكاره الخاصة. نوى ستاينبيك المغادرة وبدء الرحلة بعد يوم عيد العمال، والانطلاق من منزله الصيفي في ساغ هاربور في الجزء الشرقي من لونغ آيلاند، لكن رحلته تأخرت نحو أسبوعين بسبب إعصار دونا الذي أصاب لونغ آيلاند مباشرةً. حاول ستاينبيك الحفاظ على قاربه خلال مرور الإعصار، وحسبما وصف، أبشرت تلك المحاولة بحالته الذهنية الجريئة والمتهورة حتى، ما شجعه على الإقبال على تلك الرحلة الطويلة الشاقة الطموحة عبر البلاد.

### الجزء الثاني
بدأ ستاينبيك الرحلة بالسفر بواسطة عبارة من لونغ آيلاند إلى كنيتيكيت، متجاوزًا قاعدة غواصات البحرية الأمريكية في نيو لندن، حيث تتمركز عدة غواصات نووية. تحدث ستاينبيك إلى بحار متمركز ضمن غواصة، وأشار إلى استمتاعه بهذه الوظيفة لأن الغواصات «توفر كل أشكال المستقبل». يُرجِع ستاينبيك قلقه حول المستقبل إلى التغيرات السياسية والتكنولوجية المتسارعة. ذكر أيضًا تبذير المدن الأمريكية والمجتمع، وألقى الضوء على كميات المخلفات والفضلات الكبيرة الناتجة عن كل المنتجات المعبأة.

## الشخصيات
في رواية "رحلات مع تشارلي: بحثًا عن أمريكا" (Travels with Charley: In Search of America) لجون ستاينبيك، تتجلى الشخصيات كأعمدة سردية متكاملة تعكس تعقيد الهوية الأمريكية خلال منتصف القرن العشرين، وتكشف عن الأبعاد النفسية والوجودية للكاتب، والمجتمع، والكلب ـ بل وحتى الصمت.

يظهر جون ستاينبيك بصفته الشخصية المحورية والرئيسة، ليس فقط كروائي شهير، بل كـ"راوٍ وجودي" يعيد تشكيل علاقته ببلاده من خلال سفر تأملي ــ داخلي وخارجي. كان قد بلغ الثامنة والخمسين من عمره عام 1960، حين قرر أن يقطع الولايات المتحدة من شرقها إلى غربها، متسائلًا إن كان لا يزال يملك الحق في الكتابة عن وطن لم يعد يشعر بالانتماء العميق له. هذا القلق العميق يعكس وعيًا نقديًا بالذات والواقع. جون ستاينبيك في الرواية ليس فقط مراقبًا للمجتمع الأمريكي، بل هو ناقد داخلي لنفسه، يستعمل لغة مليئة بالإيحاءات الفلسفية والسياسية والاجتماعية، ويقحم نفسه داخل الأسئلة الجوهرية المتعلقة بالهوية، والانتماء، والكتابة، والوجود.
«لم أعد أعرف أمريكا، وهذا عار على كاتبٍ يعيش من الكتابة عنها.»
شخصية جون ستاينبيك في الرواية تجمع بين السارد، والمفكر، والمواطن القَلِق، والمريض الذي يعلم أنه على وشك وداع العالم، في سعي لتوديع أمريكا والتصالح مع صورتها المتغيّرة.

يمثل تشارلي، كلب بودل فرنسي أسود، الرفيق الصامت والمرآة الهادئة لتأملات الكاتب. وهو أكثر من مجرد حيوان أليف، بل شخصية رمزية تجسّد الارتباط العاطفي بالحياة، وتمنح الراوي دفئًا نفسيًا وسط وحدة الطرق الأمريكية الشاسعة. لا يتحدث تشارلي، لكنه يحضر في كل لحظة، ويشكّل الخلفية الوجدانية للرحلة.
«تشارلي لا يناقش، لا يجادل، لا يحكم. وهذا كافٍ.»
يمثّل تشارلي في الرواية تجسيدًا للأنسنة في ظل صمت الطبيعة والبشر، ويكاد يُعامَل كشخص حقيقي يشارِك جون ستاينبيك أفكاره، مزاجه، مخاوفه، وحكمته في كثير من المحطات.
خلال رحلته التي بلغت أكثر من 10,000 ميل، التقى جون ستاينبيك بعشرات الشخصيات من خلفيات اجتماعية، مهنية، وأيديولوجية متنوعة. لا تتكرّر شخصية واحدة مرتين، لكن جميعها تشكل صورة فسيفسائية تعكس تنوع وتناقض الشخصية الأمريكية: سائقو الشاحنات الذين ينقلون وجه أمريكا العملي والصبور. والأمهات الريفيات اللواتي يُجسدن الثبات في عالم متغير. وأيضا جنود سابقون يبحثون عن معنى ما بعد الحرب. أصحاب مطاعم صغيرة، ومزارعون ساخطون، وتجار منعزلون. عنصريون يصرخون ضد الحقوق المدنية في الجنوب الأمريكي، خاصة في لويزيانا، حيث ينقل ستاينبيك حوارًا صادمًا مع نساء يعارضن تعليم الأطفال السود، ويُعبّرن عن العنصرية ببرود مخيف. كل لقاء قصير في الرواية يُمثّل صوتًا من أصوات الأمة. لم يكن الهدف من هذه اللقاءات تقديم "نماذج بطولية" بل تقديم "واقع مضطرب"، مجتمع يكافح ليجد نفسه في خضم تغيرات اجتماعية وسياسية، مثل حركات الحقوق المدنية، والتحولات الاقتصادية، والصراع بين الحداثة والحنين. يستخدم جون ستاينبيك هذه الشخصيات ليس فقط كأفراد، بل كأدوات فكرية وسوسيولوجية لتحليل المجتمع الأمريكي. كل حوار، وكل لحظة صمت مع هذه الشخصيات، يُحمَّل بدلالات سياسية وفكرية. الشخصيات في "رحلات مع تشارلي" لا تُبنى على التطوّر الدرامي، بل على الحضور الرمزي اللحظي، حيث تلعب دور "المرآة المجتمعية"، وتكشف لنا أمريكا ستاينبيك التي تبدو متعبة، قلقة، لكنها ما زالت مفعمة بالحياة.

## الأماكن
في رواية "رحلات مع تشارلي: بحثًا عن أمريكا"، يشكّل الفضاء الجغرافي عنصرًا بنيويًا أساسيًا، لا بوصفه خلفية لحركة الراوي فحسب، بل بوصفه مرآة للهوية الأمريكية بكل تناقضاتها، حيث تُوظّف الأماكن في الرواية كوسيط تأملي يحمل أبعادًا اجتماعية، سياسية، ونفسية. يتنقل ستاينبيك، برفقة كلبه تشارلي، في رحلة ملحمية عبر أكثر من 40 ولاية أمريكية، يدوّن خلالها ملاحظات دقيقة عن التحولات الجغرافية والروحية التي طرأت على وطنه، ويستخرج من كل ولاية خيطًا من خيوط الرواية الكبرى التي هي: "أمريكا كما لم تعد تُشبه نفسها".

### نيو إنجلاند
تنطلق الرحلة من ساغ هاربور في لونغ آيلاند، نيويورك، وتتجه شمالًا نحو نيو إنجلاند، حيث تتكشف لستاينبيك تحولات مقلقة: الأراضي الزراعية التي كانت مزدهرة في طفولته أصبحت شبه مهجورة، والهوية الريفية التي كانت تمثل "عظمة أمريكا الصامتة" بدأت تتآكل أمام زحف التصنيع والتمدن. يصف المشهد بمرارة فلسفية، كأن الطبيعة نفسها تذبل لأن الإنسان فقد ارتباطه بها.
«شعرت كأن البلاد نفسها ترفض الذاكرة، تحاول أن تبدأ من الصفر، ناسفة كل ما سبق.»

### الشمال الغربي (أوريغونوواشنطن)
عندما يصل إلى أوريغون وواشنطن، يدخل الراوي فضاءً أشبه بملاذ طبيعي أخير. الطبيعة هنا ما تزال بكراً، كثيفة، ساحرة، لكنها مهددة ـ ليس فقط بالمد العمراني، بل بفقدان الوعي الجمعي بجمالها. يكتب ستاينبيك عن هذه الأماكن بوصفها الضمير البيئي لأمريكا، حيث يستحضر رؤى وجودية حول الزمن، الاستدامة، والانتماء إلى الأرض.
«في كل هذا الأخضر الكثيف، كنت أسمع صوت الأرض، لا البشر.»

### كاليفورنيا
عند بلوغه كاليفورنيا، وتحديدًا وادي ساليناس ـ مسقط رأسه ـ ينغمس جون ستاينبيك في تأملات معقدة حول فكرة العودة. المشهد هنا شخصي جدًا، لا يخلو من الحنين، لكنه أيضًا مشوب بخيبة: الناس تغيروا، الأرض تغيرت، والذاكرة لم تعد تطابق الواقع. كاليفورنيا التي أحبها لم تعد موجودة، ما يؤكد فكرة الرواية بأن الزمن الأمريكي قد دخل مرحلة من التبدل الجذري.
«العودة مستحيلة. لا أحد يعود. لقد رحل كل شيء قبل أن أصل.»

### الجنوب العميق
تبلغ الصدمة ذروتها حين يصل ستاينبيك إلى الجنوب العميق، وتحديدًا لويزيانا، حيث يحضر ـ متخفيًا ـ تظاهرة نسائية عنيفة ضد دمج المدارس بين السود والبيض. اللحظة شديدة الوطأة، إذ يكشف الكاتب عن الجانب المظلم لأمريكا البيضاء، حيث العنصرية ليست فقط خطابًا، بل سلوكًا جماعيًا مُمأسسًا، مدفوعًا بالخوف من فقدان الهيمنة. يبقى مشهد المرأة الغاضبة التي تصرخ "لن أسمح لبنتي أن تدرس مع قرد" أحد أكثر لحظات الرواية رعبًا وتكثيفًا للانقسام الأمريكي.
«الشر لا يعلو صوته دائمًا... أحيانًا يهمس من تحت قبعة امرأة أنيقة في مدينة جنوبية.»
تحوّل الفضاء المكاني في "رحلات مع تشارلي" إلى بطل سردي قائم بذاته، تتغير وظائفه من مشهد تأملي في نيو إنجلاند، إلى حوار بيئي في الشمال الغربي، إلى مواجهة هوية في كاليفورنيا، ثم إلى صدام أخلاقي في الجنوب. يعيد جون ستاينبيك رسم الخريطة الجغرافية لأمريكا لتكون خريطة لروحه القلقة، ويضع أمامنا سؤالًا: هل يمكن لوطن أن يحتفظ بهويته، إذا ما قرر أفراده الانفصال عنها؟

## النقد
النقد في رواية رحلات مع تشارلي: بحثًا عن أمريكا لجون ستاينبيك يمثل جانبًا غنيًا ومعقدًا، فقد لقيت الرواية منذ صدورها سنة 1962 اهتمامًا نقديًا واسعًا، تراوح بين الاحتفاء الكبير بأسلوبها التأملي وشكّ البعض في "صدقها الوقائعي"، خاصة بعد تصاعد أدب الرحلات المُمَنهج في العقود اللاحقة.

### بين الأدب والواقع جدل "المصداقية"
من أكثر النقاط إثارة في نقد الرواية كانت قضية الصدق، إذ شكك نقاد، مثل بيل ستينغر من صحيفة The New York Times (2011)، في واقعية الأحداث، واعتبروا أن لقاءات جون ستاينبيك مع الناس في رحلته كانت "مفبركة أدبيًا" وليست كلها عفوية أو واقعية كما تزعم الرواية. هذا النقد أثار نقاشًا أوسع حول حدود التخييل في أدب الرحلة، خاصة أن جون ستاينبيك نفسه وصف عمله بأنه "أدب خيالي بلباس واقعي".
في مقدمة نسخة الذكرى الخمسين، كتب جاي باري أن "الكتاب ليس خريطة دقيقة لأمريكا الستينيات بقدر ما هو خريطة داخلية لكاتب عجوز يعيد التفاوض مع وطنه ونفسه"، مؤكدًا أن الرحلة لم تكن دائمًا دقيقة جغرافيًا، لكنها كانت صادقة شعوريًا.
انتقل النقاد الآخرون إلى التركيز على الأسلوب السردي الذي جمع بين الرصد الميداني واللغة الأدبية الشاعرية. يرى لويس أوينز (1985) أن الرواية تشكل امتدادًا لـ"صوت الأرض" في أعمال ستاينبيك، لكنه في هذا الكتاب "يهمس بدلًا من أن يصرخ". السرد متقشف أحيانًا، لكنه يختزن كمًّا هائلًا من الفكر النقدي الأمريكي الذاتي.
يشيد جون ديتسكي (1992) بتوظيف جون ستاينبيك للمكان بوصفه مرآة لهوية مقلقة، معتبرًا أن الرواية تصلح كدراسة ميدانية أدبية عن التغيرات الثقافية التي سبقت الستينيات والانفجار الثقافي في السبعينيات.
رأى بعض النقاد مثل وارن فرنش أن الرواية تتجنب الصدامات السياسية المباشرة، حتى وإن لم تغب عنها العنصرية أو الانتقادات الاجتماعية، لكنها تُقدِّم تجربة شخصية ذات بُعد تأملي، لا أيديولوجي. ستاينبيك لم يكن يريد تقديم موقف سياسي صريح، بل كان يبحث عن أمريكا "التي في الداخل" أكثر من أمريكا في الخريطة.
ومع ذلك، لم تمر مشاهد مثل مشاركته السرية في احتجاج عنصري ضد دمج المدارس دون نقد. يرى بعض القرّاء أن موقف ستاينبيك بدا أحيانًا متفرجًا أكثر من كونه مدافعًا، وهو ما أثار نقدًا أخلاقيًا عن "مسافة الأمان" التي اتخذها في بعض الأحداث.

## روابط خارجية
- رحلات مع تشارلي على موقع الموسوعة البريطانية (الإنجليزية)